# 花筐

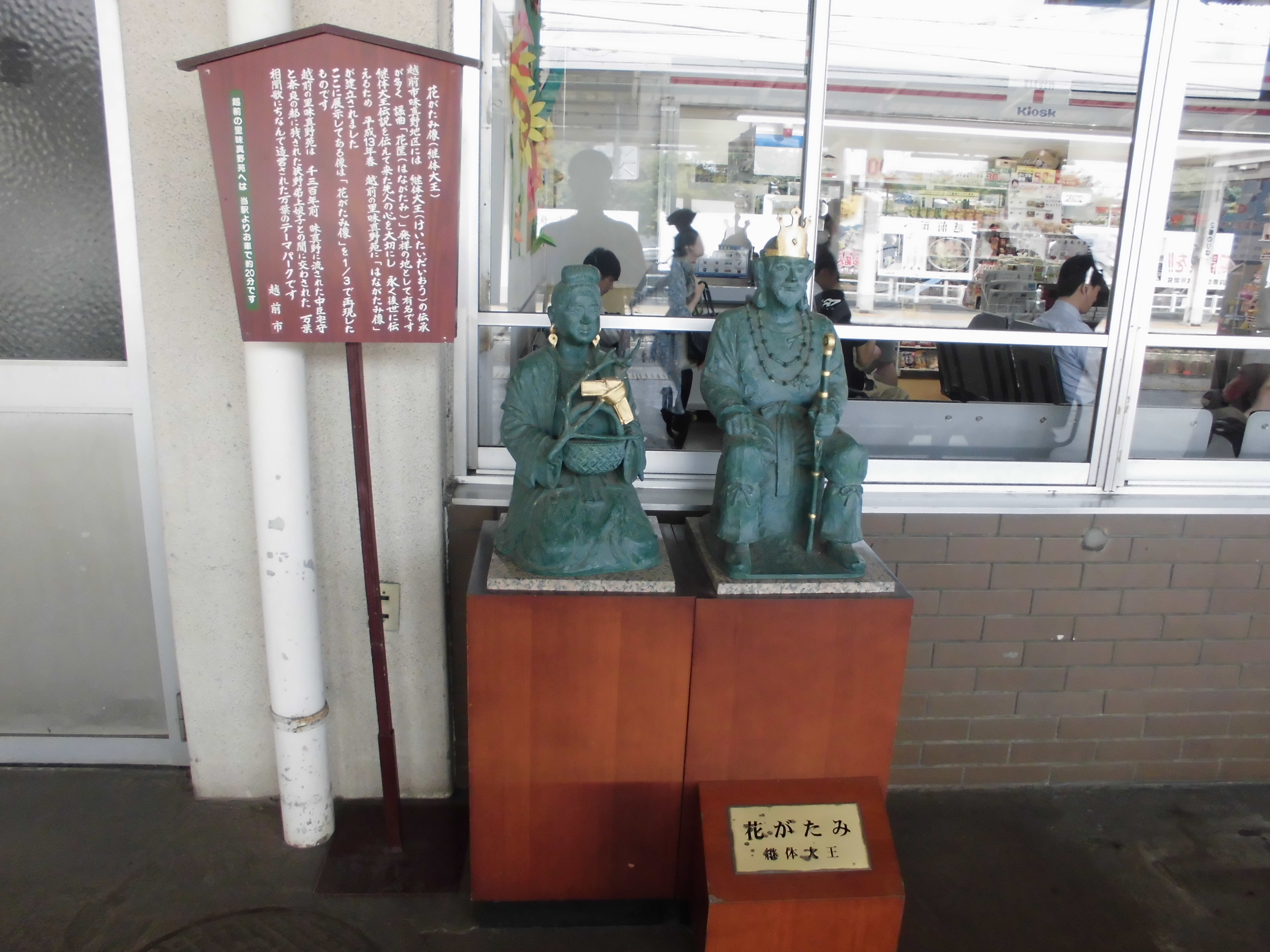
花筐での継体天皇と照日の前のイメージ

花筐（はながたみ）は世阿弥作とされる能の一曲。成立は室町時代。
本作中で謡われる「李夫人の曲舞」は観阿弥の作で元々は独立した謡い物だったが本作に取り込まれたとされる。また、従者を連れて演じられる狂女物はこの曲のみという。

## 登場人物
- 前シテ：照日の前
- 後シテ：狂女（照日の前）
- ツレ：侍女
- 子方：大迹部皇子（継体天皇）
- ワキ：官人
- ワキツレ：使者
- ワキツレ：輿舁

## あらすじ
春の越前国・味真野。皇位を継ぐため都へ向かった大迹部皇子は使者を最愛の女性・照日の前の元に遣わす。使者は照日の前に皇子からの文と愛用の花筐（花籠）を届け、悲嘆にくれた照日の前はそれらを抱いて故郷へ帰っていく。
秋の大和国・玉穂。帝（皇位を継いだ大迹部皇子）は臣下とともに紅葉狩りに向かうが、そこへ皇子を慕うあまり都へとやってきた照日の前と遭遇する。帝の行列を汚す狂女として官人に花筐を打ち落とされた照日の前は花筐の由来を語り、漢の武帝の后・李夫人の曲舞を舞う。花筐を見た帝はそれがかつて自ら与えたもので狂女が照日の前であると気づき、再び照日の前を召し出して都へと帰っていく。